# Lady Tyger
Marian Trimiar, més coneguda pel malnom de «Lady Tyger», (Bronx, Ciutat de Nova York, 15 d'agost de 1953) és una ex-boxejadora estatunidenca que va competir entre 1976 i 1985. Considerada pionera de la boxa femenina, es va convertir en una de les primeres dones que va obtenir una llicència professional de boxa de la Comissió Atlètica de l'Estat de Nova York.
Trimiar va començar a entrenar a boxa als 18 anys després de graduar-se a la Julia Richman High School de Manhattan, Nova York. Va lluitar en combats d'exhibició abans que fos legal que les dones poguessin lluitar en lluites autoritzades. Va ser una de les primeres dones a sol·licitar una llicència de boxa a l'estat de Nova York. El 1978, després d'una llarga demanda, Trimiar, Jackie Tonawanda i Cath Cat "Davis" van ser les primeres dones a obtenir una llicència de boxa.
L'any 1979 va guanyar el campionat mundial femení de lleugers enfront de l'adversària Sue "KO" Carlson a San Antonio (Texas). Uns anys després, al 1987, va iniciar una vaga de fam durant un mes per a reivindicar un augment de sou i unes millors condicions laborals per a les boxejadores professionals. Va ser una vocal partidària de fer l'esport més accessible a les dones.